# 초당적 선거개혁법
초당적 선거개혁법(영어: Bipartisan Campaign Reform Act, Pub.L. 107–155, 116 Stat. 81, 2002년 3월 27일 제정, H.R. 2356)은 흔히 매케인-파인골드 법(McCain–Feingold Act) 또는 BCRA(/ˈbɪkrə/ 틀:Respell)로 알려져 있으며, 연방 선거 운동법을 개정하여 정치 캠페인의 자금 조달을 규제하는 미국의 연방법이다. 이 법안의 주요 후원자는 존 매케인 상원의원(R-AZ)과 러스 파인골드 상원의원(D-WI)이었다. 이 법은 2002년 11월 6일에 발효되었고, 새로운 법적 한도는 2003년 1월 1일에 발효되었다.
BCRA에 대한 미국 연방 대법원의 판결인 McConnell v. FEC에서 언급된 바와 같이, 이 법은 두 가지 문제를 해결하기 위해 고안되었다.
- 선거 자금 조달에서 소프트 머니의 역할 증대: 연방 한도에 구속되지 않는 자금은 주 및 지역 선거 또는 쟁점 논의를 위한 것이라도 전국 정당 위원회가 모금하거나 지출하는 것을 금지한다.
- 쟁점 옹호 광고의 확산: 예비선거나 코커스 30일 이내 또는 총선 60일 이내에 연방 후보자의 이름을 언급하는 방송 광고를 "선거운동 통신"으로 정의하고, 기업(Right to Life 또는 Environmental Defense Fund와 같은 비영리 쟁점 단체 포함)이 지불하거나 법인 또는 노조의 일반 회계 자금을 사용하는 비법인 단체가 지불한 그러한 광고를 금지한다. Citizens United v. FEC 판결은 이 조항을 뒤집었지만, 외국 기업이나 정치적 지출 결정에서 외국인에 대한 금지는 뒤집지 않았다.[2]

이 법안은 "매케인-파인골드"로 알려져 있지만, 상원 버전은 법으로 제정된 법안이 아니다. 대신, 크리스 셰이스 하원의원(R-CT)이 발의한 동반 법안인 H.R. 2356이 법으로 제정된 버전이다. 셰이스-미헌 법안은 원래 H.R. 380으로 발의되었다.

## 법안의 역사
워터게이트 사건 이후, 의회는 캠페인 기부에 대한 새로운 제한을 두는 1974년 연방 선거 운동법 개정안을 통과시켰다. 4년 후, FEC는 기부자들이 유권자 등록 운동과 같은 "정당 건설 활동"에 자금을 사용할 경우(후보자들을 직접 지원하는 것은 아님) 정치 정당(그러나 후보자들 자체는 아님)에 무제한의 돈을 기부할 수 있다고 판결했다. 공화당과 민주당은 그럼에도 불구하고 이 돈을 후보자들을 지원하는 데 사용했고, 정당에 기부된 돈은 소프트 머니로 알려지게 되었다. 1992년, 조지 H. W. 부시 대통령은 민주당 의회가 통과시킨 법안(그 중 소프트 머니 사용을 제한하는 내용 포함)에 거부권을 행사했다. 클린턴 대통령은 유사한 법안을 추진했지만, 양원이 하나의 법안에 합의하도록 만들지 못했다.
1995년, 존 매케인 상원의원(R-AZ)과 러스 파인골드 상원의원(D-WI)은 공동으로 선거 자금 개혁을 촉구하는 칼럼을 발표하고 자신들의 법안을 만들기 시작했다. 1998년, 상원은 이 법안에 대해 투표했지만, 이 법안은 필리버스터를 저지하기 위한 60표 문턱을 넘지 못했다. 45명의 상원 민주당 의원과 6명의 상원 공화당 의원 모두가 종결 동의를 발동하는 데 찬성했지만, 나머지 49명의 공화당 의원들은 종결 동의 발동에 반대했다. 이로 인해 제105차 미국 의회의 남은 기간 동안 이 법안은 사실상 폐기되었다.
매케인의 2000년 대선 캠페인과 일련의 스캔들(엔론 스캔들 포함)은 2001년에 선거 자금 문제를 대중의 의식 속으로 가져왔다. 매케인과 파인골드는 상원에서 이 법안을 추진했고, 크리스 셰이스(R-CT)와 마티 미헌(D-MA)은 하원에서 이 법안을 통과시키기 위한 노력을 주도했다. 1980년대 이후 두 번째로 성공적인 퇴출 청원을 통해 민주당과 공화당의 혼합 세력이 데니스 해스터트 하원의장에게 도전하고 선거 자금 개혁 법안을 통과시켰다. 하원은 240대 189로 법안을 승인하여 상원으로 보냈다. 이 법안은 상원에서 60대 40으로 통과되었다. 의회에서 법안을 둘러싼 싸움 내내 부시 대통령은 강경한 입장을 취하지 않았지만, 그럼에도 불구하고 양원을 통과한 후 2002년 3월에 법안에 서명하여 법으로 제정했다.

## 법적 분쟁
이 법안의 조항들은 당시 상원 원내 총무이자 법안의 오랜 반대자였던 미치 매코널이 이끄는 원고 집단에 의해 위헌으로 제소되었다. 부시 대통령은 "쟁점 광고에 대한 광범위한 금지의 합헌성에 대한 유보"에도 불구하고 법안에 서명했다. 그는 대법원이 일부 주요 조항을 뒤집을 것으로 예상하는 듯 보였다. 그러나 2003년 12월, 미국 연방 대법원은 McConnell v. FEC에서 대부분의 법안을 지지했다.
이후, 정당 및 "감시" 단체들은 내국세법 527조(26 U.S.C. § 527)에 따라 "정치 단체"로서 세금 면제를 주장하지만, 다른 법적 정의를 사용하는 연방 선거 운동법에 따라 "정치 위원회"로 등록하지 않은 이른바 "527 조직"의 소프트 머니 모금 및 지출에 대해 FEC에 불만을 제기했다. 이러한 조직들은 정치 양쪽에서 설립되었으며, 미디어 펀드 및 스위프트 보트 베테랑스 포 트루스와 같은 유명 조직들을 포함한다. 527 조직은 주로 부유한 개인, 노동 조합 및 기업의 자금으로 운영된다. 527 조직은 매케인-파인골드 법 이전에 존재했지만, 법이 발효된 후 인기가 급증했다. 2004년 5월, FEC는 연방 선거 자금법을 527 조직에 적용하는 새로운 규칙을 제정하지 않기로 결정했다. FEC는 2004년 가을에 연방 캠페인에 참여하는 일부 527 조직이 지출을 충당하기 위해 최소 50%의 "하드 머니"(연방 선거 운동법에 의해 규제되는 기부금)를 사용하도록 요구하는 새로운 규칙을 공포했지만, 527 조직이 연방 "정치 위원회"로 등록해야 하는 시기에 대한 규정을 변경하지 않았다. 이에 셰이스 하원의원과 미헌 하원의원은 FEC가 527 규칙을 채택하지 않은 것에 대해 연방 법원에 소송을 제기했다. 2007년 9월, 연방 지방 법원은 셰이스와 미헌 의원에 반대하여 FEC에 유리한 판결을 내렸다.
2006년 12월, FEC는 2004년 선거 기간 동안 "정치 위원회"로 등록하지 않고 기부 제한, 출처 금지 및 공개 요건을 지키지 않아 연방법을 위반했다고 판단된 세 개의 527 그룹과 합의했다. 스위프트 보트 베테랑스 포 트루스는 299,500달러, 환경 유권자 연맹은 180,000달러, 무브온은 150,000달러의 벌금을 부과받았다. 2007년 2월, 527 조직인 Progress for America Voter Fund는 2004년 선거 기간 동안 연방 선거 자금법을 지키지 않아 마찬가지로 750,000달러의 벌금을 부과받았다.
2007년 6월, 미국 연방 대법원은 FEC v. Wisconsin Right to Life, Inc. 사건에서 예비선거나 코커스 30일 이내 또는 총선 60일 이내에 후보자를 언급하는 방송 광고에 대한 BCRA의 기업 및 노동조합 자금 제한은 특정 후보자에 대한 투표를 유도하거나 반대하는 호소 이외의 합리적인 해석이 가능한 광고에는 위헌이라고 판결했다. 일부 선거법 전문가들은 새로운 예외가 BCRA의 "선거 운동 통신" 조항을 무의미하게 만들 것이라고 믿었지만, 다른 사람들은 새로운 예외가 매우 좁다고 믿었다.
2008년 6월, "백만장자 수정안"으로 알려진 법안의 조항은 Davis v. Federal Election Commission 사건에서 대법원에 의해 뒤집혔다. 이 조항은 개인 자산을 사용하는 상대 후보에 의해 실질적으로 더 많이 지출되는 후보자에 대해 기부금 법적 한도가 증가하도록 규정함으로써 캠페인을 "균등화"하려고 시도했다. 2008년 이 법안의 공동 후원자 중 한 명인 애리조나주의 존 매케인 상원의원은 자신의 대통령 출마에서 자신이 후원한 다른 법안들과 함께 이 법안을 홍보했다. 매케인 상원의원은 캠페인 관행과 자금 조달에 대해 지속적으로 우려를 표명했다. "명예의 문제는 현실만큼이나 정치에서 외관에 의해 제기되며, 이는 대중의 불신을 야기하므로 명백히 불법적인 부패의 증거를 다루듯이 직접적으로 다루어져야 합니다."라고 매케인은 2002년 회고록 Worth the Fighting For에서 썼다. "제가 선거 자금 개혁의 주요 지지자가 되었을 때쯤, 저는 대중의 의심이 항상 틀리지 않다는 것을 이해하게 되었습니다. 돈은 워싱턴에서 접근을 구매하며, 접근은 종종 소수의 이익을 위해 다수의 희생을 초래하는 영향력을 증가시킵니다."
2009년 3월, 미국 연방 대법원은 Citizens United v. Federal Election Commission 사건에서 힐러리 클린턴에 대한 정치 다큐멘터리가 연방 선거 운동법에 따라 규제되는 자금으로 지불해야 하는 정치 광고로 간주될 수 있는지 여부에 대해 구두 변론을 들었다. 2010년 1월, 대법원은 매케인-파인골드 법의 기업 활동을 제한하는 부분을 기각하며 다음과 같이 말했다. "수정헌법 제1조에 어떤 효력이 있다면, 이는 의회가 단순히 정치적 발언에 참여했다는 이유로 시민이나 시민 단체에 벌금을 부과하거나 투옥하는 것을 금지한다." 특히, Citizens United는 기업과 노조와 관련된 선거 자금법을 폐지했다. 이 법은 이전에 대통령 예비선거 30일 전과 총선 60일 전에 기업이 지불한 "선거 운동 통신"의 방송, 케이블 또는 위성 전송을 금지했다. 소수 의견은 법원이 무제한 기업 지출을 허용한 것은 잘못이며, 기업 지출이 민주적 자치에 특별한 위협을 가한다고 주장했다.
버락 오바마 대통령은 1월 27일 2010년 국정연설에서 대법원 판결에 대한 우려를 표명하며 다음과 같이 말했다. "삼권분립에 대한 최대한의 존경심을 담아 말씀드리지만, 지난주 대법원은 특수 이익 집단, 심지어 외국 기업까지도 우리 선거에 무제한으로 돈을 쓸 수 있도록 하는 한 세기의 법을 뒤집었습니다. 저는 미국 선거가 미국의 가장 강력한 이익 집단, 또는 더 나쁘게는 외국 단체에 의해 자금 지원되어서는 안 된다고 생각합니다. 선거는 미국 국민에 의해 결정되어야 합니다. 그리고 저는 민주당과 공화당 모두에게 이러한 문제 중 일부를 바로잡는 데 도움이 되는 법안을 통과시킬 것을 촉구합니다." 오바마 대통령은 또한 이 결정이 "대형 석유 회사, 월스트리트 은행, 건강 보험 회사 및 매일 워싱턴에서 그들의 힘을 모아 평범한 미국인들의 목소리를 압도하는 다른 강력한 이익 집단에게는 큰 승리"라고 말했다.

## 영향
BCRA는 이익 단체와 전국 정당의 기부에 제한을 두어 정치 캠페인에서 소프트 머니의 역할을 감소시켰다. BCRA는 "Stand by Your Ad" 조항을 포함하고 있으며, 이는 연방 정치직 후보자뿐만 아니라 후보자를 지지하거나 반대하는 이익 집단 및 정당에게 텔레비전 및 라디오 정치 광고에 "후보자가 자신을 식별하고 해당 통신을 승인했음을 명시하는 후보자의 진술"을 포함하도록 요구한다.
BCRA의 영향은 2004년 선거와 함께 전국적으로 처음 느껴지기 시작했다. 즉시 알아볼 수 있는 결과 중 하나는, 이른바 "광고에 대한 책임" 조항의 결과로 모든 캠페인 광고에 "저는 [후보자 이름]이며, 이 메시지를 승인합니다"와 같은 구두 진술이 포함되었다는 것이다.